# 帖木兒 (濟寧郡王)
帖木兒（?—?），元朝济宁郡王，弘吉剌部人。特薛禅曾孙，按陈之孙，纳陈之子。
至元十八年（1281年）帖木兒袭封万户。至元二十四年（1287年），随从忽必烈平定乃颜的叛乱。以功封为济宁郡王。至元二十五年（1288年）又和诸王和统兵官玉速帖木儿等率兵讨伐哈丹秃鲁干的叛乱。忽必烈为了表彰他的功劳赐名按答儿秃那颜，帖木兒娶元世祖忽必烈的女儿囊家真公主，其子桑哥不剌娶普纳公主。